# Сергєєвка (Воловський район)
Сергєєвка (рос. Сергеевка) — присілок у Воловському районі Липецької області Російської Федерації.
Населення становить 4  особи. Належить до муніципального утворення Верхнєчесноченська сільрада.

## Історія
У 1963-1965 роках у складі Тербунського району. Від 11 січня 1965 року — відновленого Воловського району.
Згідно із законом від 2 липня 2004 року №114-оз органом місцевого самоврядування є Верхнєчесноченська сільрада.

## Населення
| 2010 | 2012 |
| ---- | ---- |
| 2    | ↗4   |